# Chiesa di San Jacopo (Reggello)
La chiesa di San Jacopo si trova a Reggello.

## Storia e descrizione
La chiesa fu voluta dal podestà Simone di Lorenzo Altoviti nel 1594 nei pressi ad un oratorio dell'ospedale del Bigallo dedicato a San Lorenzo che sorgeva di fronte, allo scopo di fornire all'allora borgo in crescita un adeguato luogo di culto. Poco dopo, nel 1596, l’oratorio di San Lorenzo dell’ospedale del Bigallo fu soppresso e i suoi diritti e doveri furono traslati alla nuova chiesa e, nel 1637, ne fu trasferito anche l'altare, oggi non più esistente (ne rimane una memoria presso l'altare a destra).
La facciata è molto semplice, con portale timpanato e piccola finestra ad occhio, mentre l'interno ad aula unica si presenta però nell'aspetto che le è stato dato più tardi, soprattutto nel Settecento.
L'interno, restaurato negli anni sessanta del secolo scorso, è decorato da figure di Apostoli forse risalenti al tardo Seicento. Al primo altare a sinistra, del 1709, è la Madonna in gloria e i Santi Lorenzo, Carlo Borromeo, Filippo Neri e Stefano di Pietro Confortini, databile ai primi decenni del Seicento.
Nel coro si conserva ancora, inoltre, una tela  raffigurante la Vergine col Bambino e santi di Filippo Tarchiani, pittore formatosi nell'ambiente dei tardo-manieristi fiorentini e romani e che si dimostra incline a un purismo neo-cinquecentesco, che poi coniugherà con un luminismo di origine caravaggesca. Anche in quest'opera, databile intorno al 1610, il tono devozionale si coniuga grandiosamente con forme nobili ed eleganti, dalle superfici compatte e lucide.
Agli altari laterali si trovano alcune opere moderne di Alfredo Cifariello.